# 2015 VO166
2015 VO166 est un objet transneptunien en résonance 1:4 avec Neptune, il a un diamètre estimé à environ 250 km, 